# Hanna Olęcka
Hanna Olęcka, z domu Bańka (ur. 28 stycznia 1961) – polska koszykarka występująca na pozycji środkowej.
W sezonie 1980/1981 zajęła dziesiąte miejsce w grupie B II ligi kobiet ze średnią 13,8 punktu na mecz. Podczas kolejnych rozgrywek awansowała na piątą pozycję w kategorii średniej zdobywanych punktów (17,9). W 1984, już w najwyższej klasie rozgrywkowej średnia 12,7 punktu zapewniła jej szesnastą pozycję w lidze, a rok później ze średnią wyższą o 0,1 punktu zajęła dwudzieste pierwsze miejsce.
W 1988 uplasowała się na dziewiątej pozycji wśród najlepiej punktujących zawodniczek polskiej ligi z łączną liczbą 597 punktów i jedenastej pod względem średniej (17). Były to jej najlepsze zdobycze punktowe w karierze, w najwyższej kasie rozgrywkowej (wówczas I liga).

## Osiągnięcia

### Drużynowe
- Mistrzyni Polski (1996)
- Wicemistrzyni Polski (1989, 1997)
- Brązowa medalistka mistrzostw Polski (1986, 1995)
- Zdobywczyni Pucharu Polski (1997)